# Храм Ризоположения в Леонове
Храм Положение Ризы Пресвятой Богородицы во Влахерне, что в Леонове (храм Ризоположения в Леонове) — приходской православный храм в районе Ростокино в Москве, на территории бывшего села Леоново. Относится к Троицкому благочинию Московской епархии Русской православной церкви.

## История
Каменная церковь построена в 1719—1722 годах в вотчине князя Василия Хованского, сменив деревянный храм, известный с 1633-го. Постройка каменного храма, по преданию, связана с раскаянием князя за пристрастие к алкогольным напиткам и нарушение церковных обрядов в нетрезвом виде.
В 1800 году церковь была закрыта по распоряжению учёного-натуралиста и мецената Павла Демидова, страдавшего психическими заболеваниями и не выносившего никакого шума. В соответствии с резолюцией митрополита Платона утварь и иконостасы были розданы другим церквям. После 1859 года, когда усадьба перешла к семье Капустиных, церковь снова открылась. Как отмечает в своих воспоминаниях Михаил Алпатов, «в самом подкупольном пространстве ярко освещённая солнцем высилась копия ивановского Явления Христа народу».
23 апреля 1922 года «в период ограбления храмов под предлогом изъятия ценностей в пользу голодающих» из храма изъяли 26 пудов 65 золотников серебряных изделий. В 1931—1937 годах в церкви служил священник Павел Фелицын (прославлен в лике святых в 2000 году).
На рубеже 1930—1940-х годов богослужения в церкви не совершались в связи с политикой государственного атеизма, проводившейся в СССР.
Во время войны, в 1942 году, настоятелем храма был назначен протоиерей Иоанн Марков († 1955); приход вносил значительные суммы в фонд Красной Армии.

## Архитектура
Построена из камня и кирпича, отштукатурена. Состоит из храма типа восьмерик на двухсветном четверике с прямоугольной в плане апсидой, двухпридельной трапезной и колокольни. Первоначальная фасадная декорация (угловые пилястры, профилированные карнизы с так называемыми сухариками на четверике и рядом мелких филёнок на апсиде) дополнена штукатурными наличниками с «ушами», а также наружной настенной живописью, относящейся ко времени реставрации церкви в 1859 году, осуществлённой на средства фабриканта Молчанова для нужд рабочих Ростокинской ситценабивной мануфактуры, располагавшейся неподалёку. Тогда же, по-видимому, была несколько расширена трапезная и возведён верхний ярус колокольни. В 1859 году выполнены иконостасы и живопись в интерьере.

### Три престола
- Положения честной ризы Пресвятой Богородицы во Влахерне — главный
- Иконы Божией Матери «Неопалимая Купина» — придел
- Святителя Николая — придел

### Приписанные храмы
- Храм Преподобных Антония и Феодосия Киево-Печерских в Бибирево
- Храм Феодоровской иконы Божией Матери в РГСУ

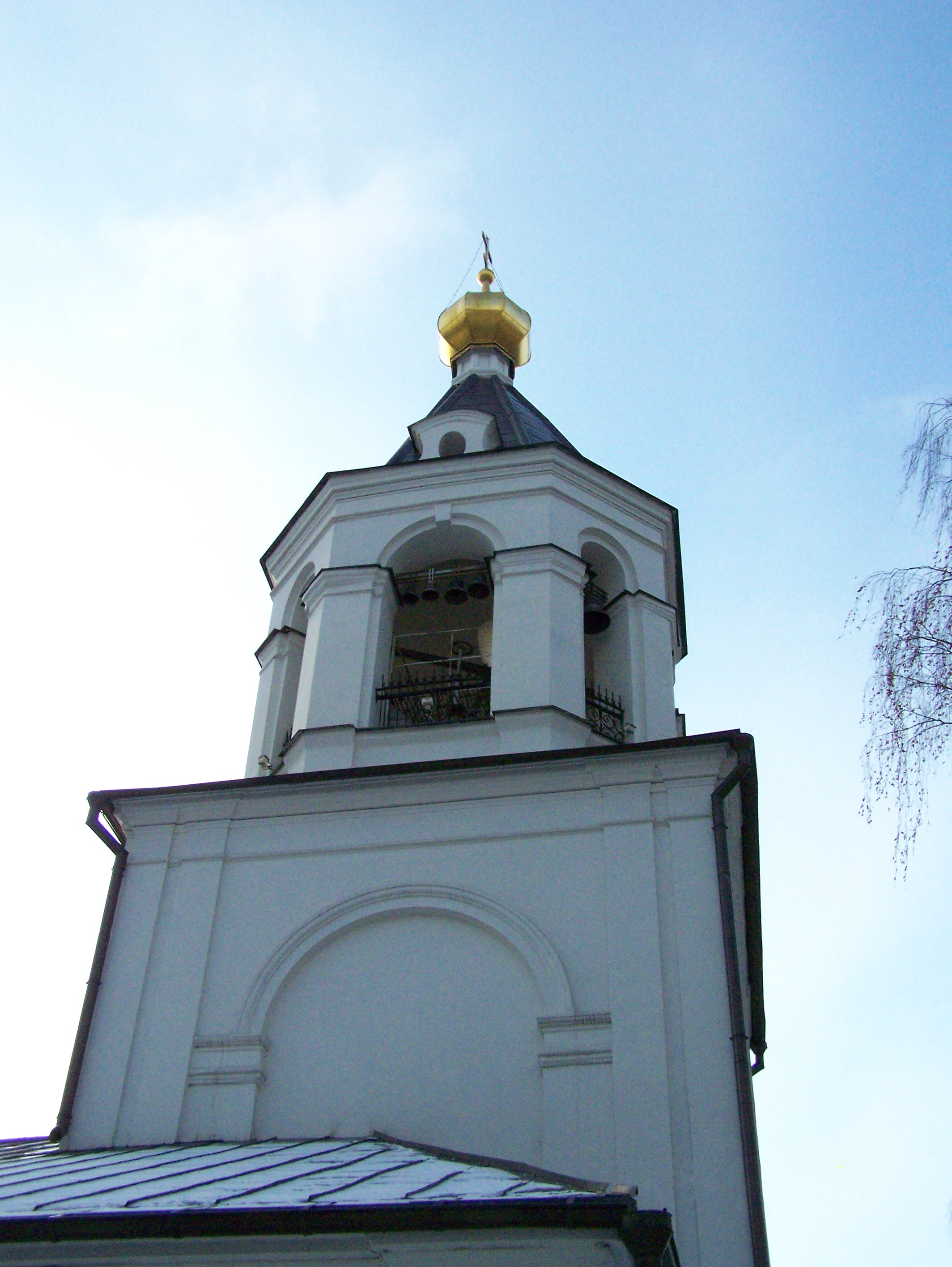
Колокольня

## Святыни
Святыни, находящиеся в церкви:
- Чтимая икона Ризоположения с частицей Ризы Божией Матери
- Чтимая икона Смоленской Божией Матери
- Икона Божией Матери Трёх Радостей
- Икона Божией Матери Феодоровская
- Икона Божией Матери Утоли Моя Печали
- Икона Божией Матери Казанская
- Икона Божией Матери Скоропослушница с Афона
- Икона вмч. Пантелеимона
- Мощевик с Афона

## Духовенство
- Настоятель храма протоиерей Андрей Рахновский
- Иерей Сергий Виноградов
- Диакон Алексей Арефьев[9]

## Священнослужители храма
Усопшие священнослужители храма Положение ризы Пресвятой Богородицы в Леонове
- Иерей Павел (1646 г.)
- чтец Емельян Еремеев (1646 г.)
- Иерей Родион Иванов (1678 г.)
- Иерей Мелетий Провов (1703 г.)
- Иерей Филипп Леонтьев (1705—1728 гг.)
- Иерей Иоанн Алексеев (1729 г.)
- Иерей Константин (1859—1870 гг.)
- Протоиерей Иоаким Смирнов (1871—1917 гг.)
- Иерей Владимир Смирнов (1918—1929 гг.)
- Диакон Стефан Ремизов (1917 г.)

Священномученик Павел Фелицын, пресвитер Леоновский (1931—1937 гг.) канонизирован в 2001 году.
- Иерей Василий Ремизов (1937 г.)
- Протоиерей Иоанн Марков (1942—1955 гг.)
- Схиигумен Савва (Остапенко) (1945 г.) (был в качестве алтарника)
- Протоиерей Виктор Ипполитов (1955—1960 гг.)
- Протоиерей Ерос Ясенчук (1960—1964 гг.)
- Протоиерей Стефан Немеришин (был в качестве регента)
- Протоиерей Борис Егоровский (1964—1976 гг.)
- Протоиерей Валентин Тюргашкин (1976 г.) † 2000 г.
- Протоиерей Аркадий Станько (1981 г.)
- Протоиерей Анатолий Цвиркунов (1986—1992 гг.)
- Протоиерей Виктор Иванов (2001 г.)
- Иерей Андрей Грачёв (1992—1997 гг.)
- Иеродиакон Иларион (Бабышев) (1980—1990 гг.)
- Диакон Вениамин (2000 г.)
- Иерей Вячеслав Трусов (2005-† 2012 гг.)
- Иерей Аркадий Гоглов (2001-† 2013 гг.)
- Протоиерей Анатолий Стаднюк (1990—2004 гг.)[10] † 2014 г.
- Протоиерей Геннадий Нефёдов (1976—1981 гг.) † 2017 г.

## Современная жизнь храма
При церкви существует воскресная школа — как для детей, так и для взрослых. Есть библиотека.
Литургия совершается ежедневно по будням в 9 часов утра. По воскресеньям в зимнее время две божественные литургии: ранняя — в 6:30 , поздняя — в 9:40. В летнее время одна божественная литургия в 9:40 Вечернее богослужение совершается ежедневно в 17 часов вечера.
Настоятель храма — протоиерей Андрей Рахновский.
Клирики храма служат также в храмах: преподобных Антония и Феодосия Киево-Печерских, домовой церкви Феодоровской иконы Божией матери Российского государственного социального университета. 
Избран одним из 10-ти храмов Москвы, в которых в рамках V Московского Пасхального фестиваля проходила «Звонильная неделя». 

### Социальная работа
Клирики и прихожане храма ведут социальную работу (окормляют):
- Российский геронтологический научно-клинический центр
- Хоспис № 4
- Территориальный центр социального обслуживания «Ярославский» — филиал «Ростокино»
- Исправительное учреждение ИЗ-50/8 ГУ ФСИН Московской области

## Место расположения
Располагается в Северо-Восточном административном округе Москвы, район Ростокино, по адресу: улица Докукина, дом 15, примерно в трёхстах метрах к юго-востоку от станции метро «Ботанический сад».
Вплотную к храму подступает парк «Сад будущего», где сохранились остатки липовой аллеи села Леоново и декоративный пруд. Парк был разбит во 2-й половине XVIII в., когда село Леоново принадлежало Демидовым, и благоустроен летом 2004 года. В парке находятся стенды с краткой историей храма. Также в непосредственной близости протекает река Яуза, через которую недалеко от храма есть пешеходный мостик.
Рядом с храмом находится Леоновское кладбище.

## Фотогалерея

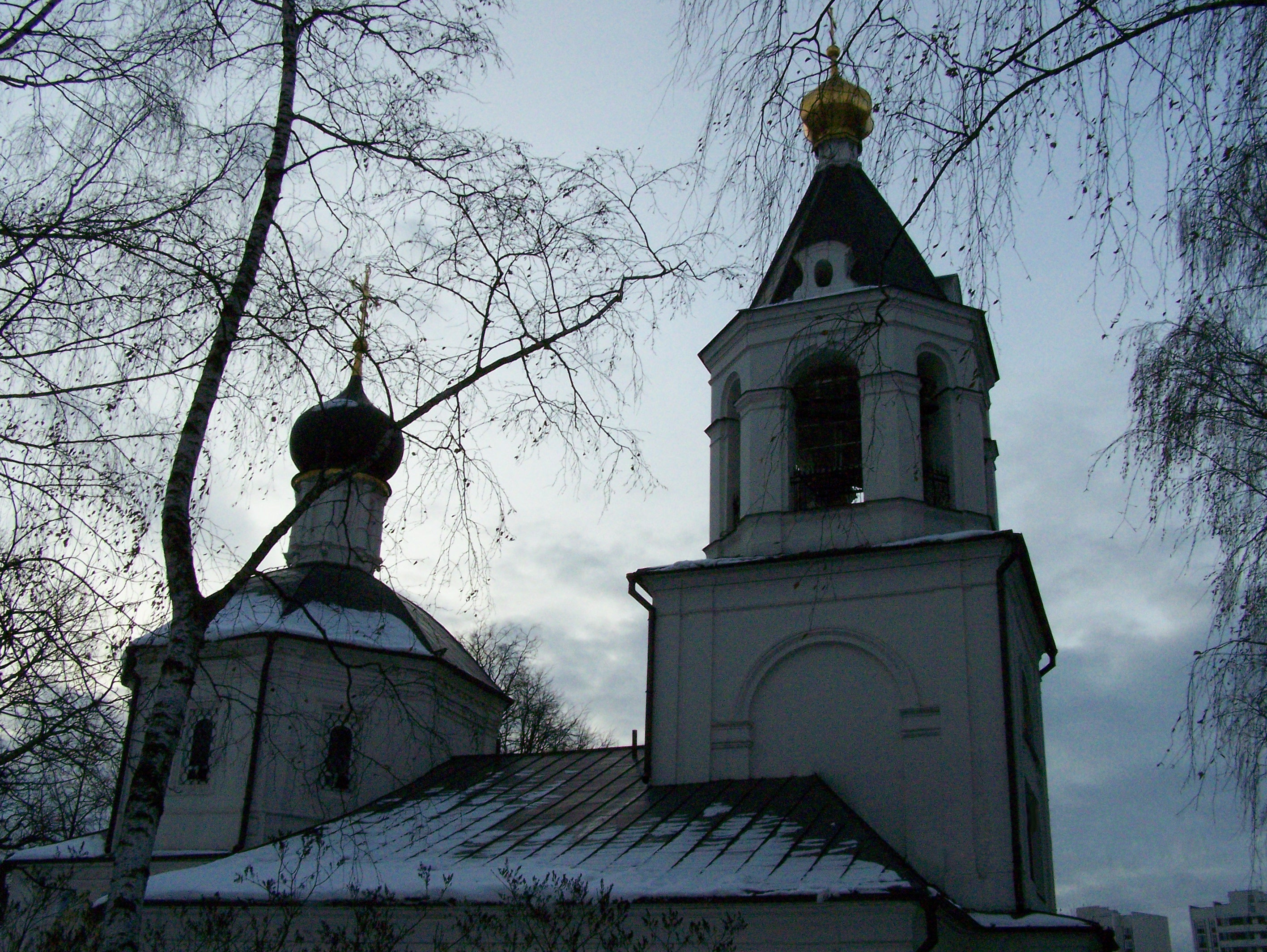
Верхняя часть
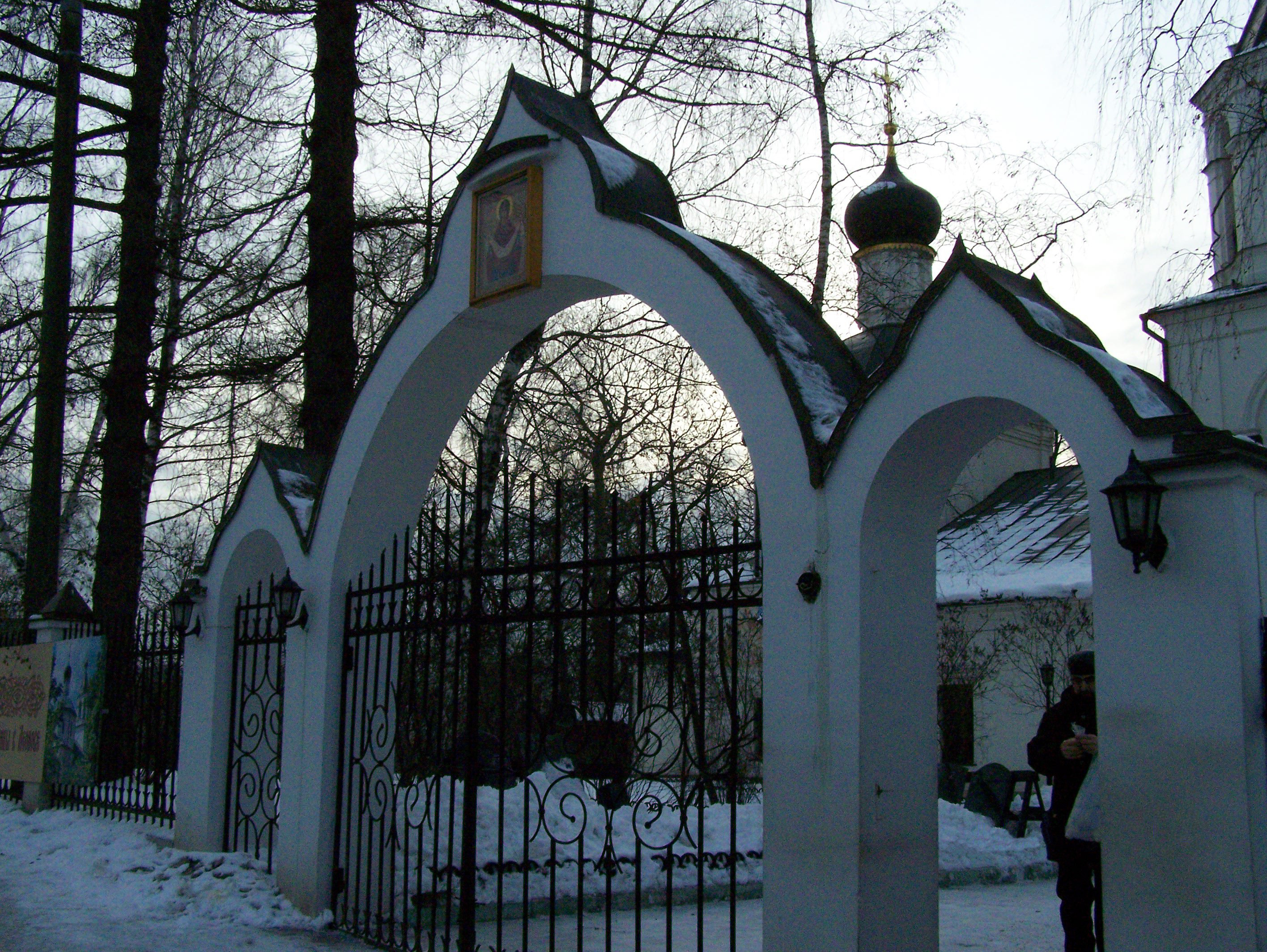
Ворота
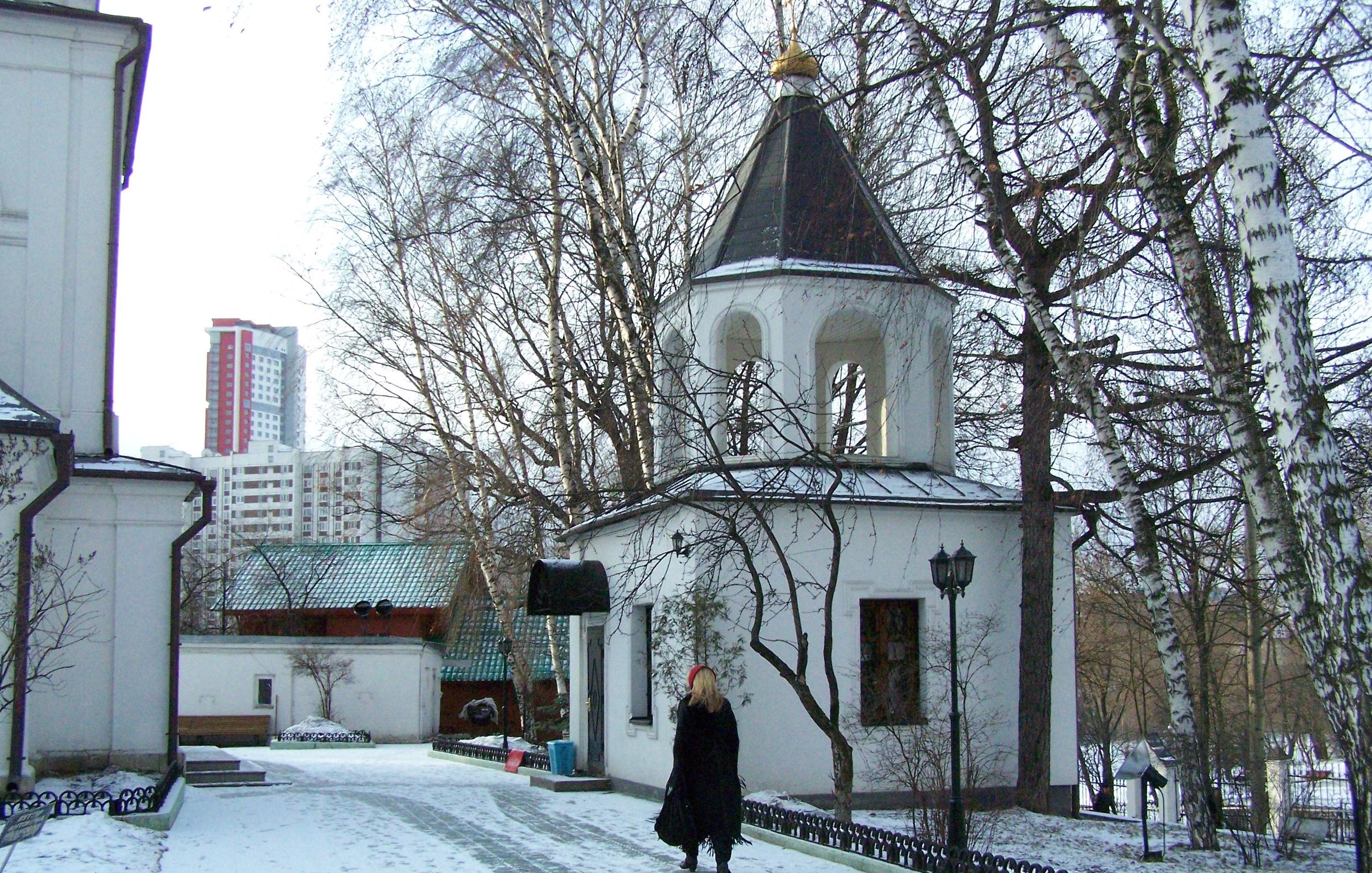
Внутренняя территория